# Pieni Pajusaari (ö i Mellersta Finland)
Pieni Pajusaari är en ö i Finland. Den ligger i sjön Mataroinen och i kommunen Laukas i den ekonomiska regionen  Jyväskylä ekonomiska region  och landskapet Mellersta Finland, i den centrala delen av landet, 250 km norr om huvudstaden Helsingfors. Öns största längd är 20 meter i nord-sydlig riktning.